# Дембиця (гміна)
Гміна Дембиця (пол. Gmina Dębica) — сільська гміна у східній Польщі. Належить до Дембицького повіту Підкарпатського воєводства.
Станом на 31 грудня 2011 у гміні проживало 25012 осіб.

## Територія
Згідно з даними за 2007 рік площа гміни становила 137.62 км², у тому числі:
- орні землі: 60.00%
- ліси: 29.00%

Таким чином, площа гміни становить 17.73% площі повіту.

## Населення
Станом на 31 грудня 2011:
| Опис     | Загалом | Загалом | Чоловіки | Чоловіки | Жінки | Жінки |
| -------- | ------- | ------- | -------- | -------- | ----- | ----- |
| одиниця  | осіб    | %       | осіб     | %        | осіб  | %     |
| все      | 25012   | 100     | 12474    | 49.87    | 12538 | 50.13 |
| міське   | 0       | 100     | 0        |          | 0     |       |
| сільське | 25012   | 100     | 12474    | 49.87    | 12538 | 50.13 |

## Сусідні гміни
Гміна Дембиця межує з такими гмінами: Бжостек, Дембиця, Жиракув, Острув, Пільзно, Пшецлав, Ропчице, Чарна.